# Swinden
Swinden är en ort i civil parish Hellifield, i kommunen North Yorkshire, Storbritannien. Den ligger i grevskapet North Yorkshire och riksdelen England, i den centrala delen av landet, 300 km nordväst om huvudstaden London. Swinden var en civil parish 1866–2014 när blev den en del av Hellifield. Civil parish hade 29 invånare år 1961. Byn nämndes i Domedagsboken (Domesday Book) år 1086, och kallades då Suindene.